# Musefu
Musefu é una città della Repubblica Democratica del Congo, situata nella provincia del Kasai Occidentale.